# Strada europea E933
La strada europea E933  è una strada di classe B, il cui numero, dispari, indica una direzione ovest-est e il cui percorso si trova completamente in territorio italiano.  Collega Trapani con Alcamo.

## Percorso
Il suo percorso corrisponde all'autostrada A29dir Alcamo-Trapani.